# Arrasando
Arrasando (Spaans voor 'razen', 'overnemen' of 'vernietigen') is het zevende studioalbum van de Mexicaanse zangeres Thalía. Het werd op 25 april 2000 uitgebracht door EMI Latin. Voor dit album werkte Thalía samen met producers Emilio Estefan, Roberto Blades, Lawrence Dermer en Kike Santander. Daar waar de vorige platen nog sterk beïnvloed waren door Latijns-Amerikaanse muziekstijlen als bolero, cumbia en salsa, werd Arrasando een Latin popplaat geïnspireerd door dancepop en zelfs techno. Thalía schreef mee aan acht nummers. Daarnaast bevat het album twee covers: de Zuid-Afrikaanse hit 'Pata Pata' en een Spaanstalige versie van Gloria Estefans nummer 'Lucky Girl' (afkomstig van het in 1998 verschenen album Gloria!, dat eveneens door Emilio Estefan werd geproduceerd).
De singles die ter promotie van het album werden uitgebracht, waren niet heel succesvol. De eerste single 'Entre el mar y una estrella' bereikte als enige de nummer 1-positie. 'Arrasando' kwam nog wel in de top 10 terecht, maar dat gold niet voor de overige singles 'Regresa a mí', 'Reencarnación' en 'Rosalinda'. Desondanks werd het Arrasando een van de bestverkochte Latin-albums ooit. In september 2001 waren er, net als bij haar albums En éxtasis (1995) en Amor a la mexicana (1997), 2 miljoen exemplaren verkocht.
In 2001 was Arrasando tweemaal genomineerd voor een Latin Grammy Award: in de categorieën Best Female Pop Vocal Album en Best Engineered Album. De laatstgenoemde won Thalía, de andere won Christina Aguilera voor haar Spaanstalige debuutalbum Mi Reflejo.

## Tracklist
1. Entre el mar y una estrella
2. Regresa a mí
3. Reencarnación
4. Arrasando
5. No hay que llorar
6. Quiero amarte
7. Suerte en mi
8. Menta y canela
9. Tumba la casa
10. Pata Pata
11. Siempre Hay Cariño
12. Rosalinda